# Scydmaenidae
Scydmaenidae (anglicky ant-like stone beetles) je čeleď brouků 0,5–3 mm velkých. Mnohé druhy mají krk a zúžení těla mezi hrudníkem a zadečkem, takže připomínají mravence a v některých jazycích tak tito brouci získali i obecné jméno.
Brouci čeledi Scydmaenidae dávají přednost vlhkému prostředí, žijí v listové hrabance a hnijících zbytcích dřeva v lesích. Několik druhů se živí roztoči.
Tito brouci se objevují celosvětově a čeleď obsahuje kolem 4 500 druhů v 80 rodech. V Evropě žije asi 600 druhů a poddruhů v 21 rodech, ve Střední Evropě asi 100 druhů v 10 rodech.